# Schistura deansmarti
Schistura deansmarti és una espècie de peix de la família dels balitòrids i de l'ordre dels cipriniformes.

## Morfologia
- És cec, de color blanc rosat i pot assolir 10 cm de llargària màxima.
- Morro cònic.
- 12-13 radis tous a l'aleta dorsal i 8 a l'anal.[2][3]

## Alimentació
Es nodreix de microorganismes i de matèria orgànica.

## Hàbitat i distribució geogràfica
És una espècie d'aigua dolça, demersal i de clima tropical, la qual es troba als rierols subterranis de la cova Tham Phra Sai Ngam (la província de Phitsanulok, Tailàndia).

## Estat de conservació
Tot i que és una espècie protegida per les lleis de Tailàndia, les seues principals amenaces són les visites turístiques a l'interior de la cova on viu, les pràctiques agrícoles i la desforestació.